# Se mi vuoi lasciare
Se mi vuoi lasciare è un brano musicale composto da Saro Leva per le parole e da Gian Piero Reverberi per le musiche; fu pubblicato nel 45 giri Se mi vuoi lasciare/Cosa vuoi da me e pubblicata nell'LP  Michele.
Michele, emulo di Elvis Presley, è stato una delle migliori voci maschili degli anni '60, la sua facilità nel passare da un timbro all'altro fu sfruttata per lanciare il suo primo successo: Se mi vuoi lasciare. Il brano sincopato, era stato una novità per il pubblico italiano, e l'invenzione del riff vocale con i due versi "se mi vuoi lasciare" e "dimmi almeno perché" diventò la chiave che lo fece entrare indelebilmente nella testa degli ascoltatori.
Con questo brano Michele partecipò al girone B della seconda edizione del Cantagiro e si aggiudicò la vittoria finale. 
Dal punto di vista commerciale fu un vero trionfo.
Il brano raggiunse un ottimo successo nelle vendite, arrivando al n.1 nel settembre 1963 nella hit parade e si collocò tra i dieci dischi più venduti dell'anno, ed ebbe un successo di vendite anche in numerosi paesi europei e dell'America Latina.